# Elezioni politiche a San Marino del 1949
Le elezioni politiche a San Marino del 1949 si tennero il 27 febbraio per il rinnovo del Consiglio Grande e Generale.

## Sistema elettorale
Sono elettori i cittadini sammarinesi maschi maggiori di 24 anni (suffragio universale maschile). 

## Risultati
| Comitato della Libertà                            | 2 753 | 57,69 | 35 |  |  |  |
| Alleanza Popolare Sammarinese (PDCS - UDS - APIL) | 2 019 | 42,31 | 25 |  |  |  |
| Totale                                            | 4 772 | 100   | 60 |  |  |  |
|                                                   |       |       |    |  |  |  |
| Voti non validi                                   | 38    | 0,79  |    |  |  |  |
| Votanti                                           | 4 810 | 67,52 |    |  |  |  |
| Elettori                                          | 7 124 |       |    |  |  |  |

Il 23 giugno 1951 si forma un Governo di unità nazionale.